# Famille en réparation
Famille en réparation (Shifting Gears) est une série télévisée américaine créée par Julie Thacker et Mike Scully et diffusée depuis le 8 janvier 2025 sur le réseau ABC.
La série est mise en ligne à l'international depuis le 9 juillet 2025 sur la plateforme de streaming Disney+.

## Synopsis
Matt (Tim Allen) veuf têtu possède un garage de restauration de voitures anciennes. Lorsque sa fille (Kat Dennings), avec qui il est en froid, et ses enfants emménageant dans sa maison, l'heure est à la réparation des liens familiaux.

## Distribution

### Acteurs principaux
- Tim Allen (VF : Michel Papineschi) : Matt Parker
- Kat Dennings (VF : Anne Dolan) : Riley Parker
- Seann William Scott (VF : Jérôme Pauwels) : Gabriel
- Daryl Mitchell (VF : Yves Letzelter) : Stitch
- Maxwell Simkins (VF : Tom Trouffier) : Carter Parker
- Barrett Margolis (VF : Lévanah Solomon) : Georgia Parker

### Acteurs récurrents
- Cynthia Quiles (VF : Ophélie Bernard) : Frankie
- Jenna Elfman (VF : Céline Monsarrat) : Eve Drake
- Lucas Neff (VF : Lukas Delcourt) : Jimmy

### Invités
Saison 1
- Eileen Gonzales (VF : Jacky Tavernier) : News Anchor
- Brenda Song (VF : Victoria Grosbois) : Caitlyn Baker
- Bianca Lopez (VF : Marina Stéphan) : Ms. Esposito
- Alicyn Packard (VF : Ophélie Bernard) : Female Voice
- Felipe Esparza (VF : Igor Chometowski) : Bob
- Chelsea London Lloyd (VF : Marina Stéphan) : Emma Foster
- Tasia Valenza (VF : Jacky Tavernier) : Soothing Voice
- Nancy Travis (VF : Martine Irzenski) : Charlotte
- Isaiah Morgan (VF : Nathan Arnoux) : Teen
- Nina Concepción (VF : Bérénice Bala) : Ms. Doss
- Liam Martinez (VF : Ophélie Bernard) : Owen
- Tate Birchmore (VF : Nathan Arnoux) : Ethan
- Jay Leno (VF : Michel Laroussi) : lui-même

## Production

### Développement
Un épisode pilote a été commandé en mars 2024, produit par 20th Television et écrit par Mike Scully et Julie Thacker. Le projet a reçu une commande de série par ABC en juillet 2024. Il est issu du studio 20th Television et met en vedette Tim Allen et Kat Dennings. Mike Scully et Julie Thacker ont participé au pilote mais ont quitté le projet par la suite. Tim Allen est producteur exécutif aux côtés de Marty Adelstein, Becky Clements, Richard Baker, Rick Messina et le réalisateur du pilote John Pasquin. Michelle Nader a rejoint la série en tant que showrunner et productrice exécutive en septembre 2024. Kate Dennings est également productrice. Jim Patterson, Bob Daily et John Amodeo sont également producteurs exécutifs. Le 3 avril 2025, ABC a renouvelé la série pour une deuxième saison, dont la diffusion est prévue pour le 1er octobre 2025.

### Casting
Seann William Scott a rejoint la distribution de la série en octobre 2024. Font également partie de la distribution Daryl Mitchell, Maxwell Simkins et Barrett Margolis. En novembre 2024, Brenda Song a été annoncée comme invitée spéciale. En décembre 2024, Jenna Elfman a rejoint la distribution dans un rôle récurrent.

### Tournage
La série est tournée aux Walt Disney Studios à Burbank, Californie. La série a été diffusée pour la première fois sur ABC le 8 janvier 2025,.

### Fiche technique
Sauf indication contraire, les informations mentionnées dans cette section peuvent être confirmées par la base de données cinématographiques IMDb,  présente dans la section « Liens externes ».
- Titre original : Shifting Gears
- Titre français : Famille en réparation
- Création : Julie Thacker et Mike Scully
- Réalisation : John Pasquin, Victor Gonzalez et Danielle Fishel
- Scénario : Feraz Ozel Ellahie, Mike Scully, Julie Thacker, Jim Patterson
- Casting : Stephanie Huante, Claire Benjamin, Juel Bestrop, Stephanie Rabinowitz, Daniel Schwab et Julie Berger
- Musique :
  - Compositeur(s) : Tiny Kanal
  - Compositeur(s) de musique thématique : Gabe Hilfer et Nate Hill
- Production :
  - Producteur(s) : Anastasia Stanecki et Kat Dennings
  - Producteur(s) exécutive(s) : John Pasquin, Richard Baker, Rick Messina, Marty Adelstein, Becky Clements, Tim Allen, John Amodeo, Julie Thacker, Mike Scully, Michelle Nader, Bob Daily et Jim Patterson
- Société(s) de production : Shaky Gun Productions, Lost Marbles et 20th Television
- Pays d'origine :  États-Unis
- Langue d'origine : Anglais
- Format :
  - Format image : 720p (HDTV), couleur - 1,78:1 - son Dolby Digital
  - Format audio : 5.1 surround sound
- Genre : Sitcom
- Durée : 22 minutes
- Date de première diffusion :
  - 8 janvier 2025 sur ABC
  - 9 juillet 2025 sur Disney+
- Classification : déconseillé aux moins de 16 ans

Adaptation
Version française :
- Société de doublage : Dubbing Brothers
- Direction artistique : Paolo Domingo
- Adaptation des dialogues : Armelle Laborde et Nina Muller

 Source et légende : version française (VF) sur RS Doublage

## Épisodes
| Saison | Saison | Nombre d'épisodes | Années | Diffusion originale | Diffusion originale | Diffusion française | Diffusion française |
| Saison | Saison | Nombre d'épisodes | Années | Début de saison     | Fin de saison       | Début de saison     | Fin de saison       |
| ------ | ------ | ----------------- | ------ | ------------------- | ------------------- | ------------------- | ------------------- |
|        | 1      | 10                | 2025   | 8 janvier 2025      | 19 mars 2025        | 9 juillet 2025      | 9 juillet 2025      |

### Première saison (2025)
Elle est diffusée entre le 8 janvier 2025 et le 19 mars 2025.
1. Restauration (Restoration)
2. Aménagements (Accomodations)
3. Travail (Job)
4. Deuil (Grief)
5. Jimmy (Jimmy)
6. La Saint-Valentin (Valentine's)
7. Pique-nique (Picnic)
8. Carrière (Career)
9. Oursons (Gummies)
10. Baiser (Kiss)

### Deuxième saison (2025)
Note : Pour les informations de renouvellement voir la section Production.
Elle est prévue pour l'automne 2025.

## Accueil

### Accueil critique
Le site Rotten Tomatoes affiche un taux d’approbation de 47 % (moyenne 3,3/10) sur 15 critiques. Le consensus critique est : «Shifting Gears has a formidable pair of sitcom stars in Tim Allen and Kat Dennings, but flavorless characters and flat jokes keep their new comedic vehicle stuck in neutral. ». Sur Metacritic, la série obtient 51 sur 100 (« avis mitigés ou moyens ») basé sur 12 critiques.

### Audiences
Le pilote du 8 janvier 2025 a établi un record d’audience pour ABC, réunissant près de 17 millions de téléspectateurs multiplateformes au cours des sept premiers jours sur ABC, Hulu, Disney+ et les plateformes numériques,. Cela représente une augmentation de 173 % par rapport à son audience le jour même, qui était de 6,2 millions. L’épisode a également rassemblé environ 12,5 millions de téléspectateurs sans compter les rediffusions linéaires, soit une hausse de 101 % par rapport à l’audience initiale, faisant de ce lancement la meilleure première série d’ABC depuis The Conners en 2018 et le démarrage en streaming le plus regardé de la chaîne à ce jour.